# Scylaticus callimus
Scylaticus callimus là một loài ruồi trong họ Asilidae. Scylaticus callimus được Londt miêu tả năm 1992. Loài này phân bố ở vùng nhiệt đới châu Phi.